# 鼎新县
鼎新县，中国旧县名。
清雍正十三年（1735年）始设毛目城（又称“高台分县”），民国二年（1913年）高台析立公，置毛目县。民国十八年（1929年），取革故鼎新之意，改“毛目县”名为“鼎新县”。属甘肃省，1956年3月9日鼎新县撤销，原鼎新县辖域合并至金塔县。